# Otto Götz
Otto Götz (* 11. April 1895 in Bettenhausen; † 18. Februar 1995 in Eisenach) war einer der besten deutschen Löser von Schachkompositionen des 20. Jahrhunderts, Schachkomponist und Schachspieler.

## Schachkomposition
1922 begann Götz in der Arbeiter-Schachzeitung mit dem Lösen von Schachaufgaben. Später wirkte er als Löser in Schach-Echo und seit Januar 1950 war er ständiger Löser in Schach. Mit nahezu 20.000 Punkten (entspricht dem korrekten Lösen von 10.000 Zweizügern) führte er zu seinem 80. Geburtstag die ewige Löserliste dieser Schachzeitschrift an.
Selbst komponierte Götz selten. Dieser Zweizüger ist seine einzige orthodoxe Aufgabe.
|   | a | b | c | d | e | f | g | h |   |
| 8 |   |   |   |   |   |   |   |   | 8 |
| 7 |   |   |   |   |   |   |   |   | 7 |
| 6 |   |   |   |   |   |   |   |   | 6 |
| 5 |   |   |   |   |   |   |   |   | 5 |
| 4 |   |   |   |   |   |   |   |   | 4 |
| 3 |   |   |   |   |   |   |   |   | 3 |
| 2 |   |   |   |   |   |   |   |   | 2 |
| 1 |   |   |   |   |   |   |   |   | 1 |
|   | a | b | c | d | e | f | g | h |   |

Satzspiel:

1. … Te3xf3 2. Db6–d4 matt

Lösung:

1. Db6–g6! Dieses Damenopfer droht Dxg7 matt, gibt dem schwarzen König das Fluchtfeld d4 und provoziert gleichzeitig ein Schachgebot

1. … Ke5–d4+ 2. Dg6–e4 matt, zweifache Selbstfesselung

1. … Ld3xg6 2. Td1–d5 matt

1. … Te3xf3 2. Sh4xf3 matt (Mattwechsel)

## Schachspieler
Mit dem Schach kam Götz erst im Alter von 27 Jahren in Berührung. Er wurde Mitglied des Eisenacher Arbeiter-Schachklubs. Seine beachtliche Spielstärke erzielte er durch intensives Selbststudium. Er gewann dreimal in Folge die Eisenacher Stadtmeisterschaft. Er spielte auch Fernschach.

## Privat
Otto Götz erlernte das Klempner- und Installateurhandwerk und war bis ins hohe Rentenalter als Mechaniker tätig.